# Luis Lorenzo
|  | Aquest article tracta sobre l'actor madrileny nascut el 1943. Si cerqueu l'actor madrileny nascut el 1960, vegeu «Luis Lorenzo Crespo». |

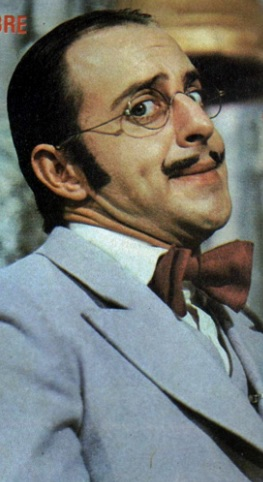
Luis Lorenzo caracteritzat de Don Menudillo al programa Un, dos, tres... responda otra vez l'any 1977.

Luis Lorenzo (Madrid, 23 de juliol de 1943) és un actor espanyol.

## Biografia
Actor de formació teatral (en els seus inicis va intervenir en muntatges com El círculo de tiza caucasiano, 1971, de Bertolt Brecht) es va donar tanmateix a conèixer sobretot gràcies al personatge de Don Menudillo, un dels tacañones de la segona etapa del concurs d'Ibáñez Serrador Un, dos, tres... respoda otra vez.
Amb posterioritat, la seva carrera va apuntar cap a la gran pantalla, on va destacar en papers de repartiment a nombroses comèdies de finals dels anys setanta i principis dels vuitanta; deu d'elles a les ordres de Mariano Ozores. El seu físic minúscul i fràgil el va portar a interpretar personatges tímids, apocats, de poc caràcter i de vegades homosexuals.
Quant a la seva activitat teatral, ha participat en muntatges d'obres tant contemporànies - El lío nuestro de cada día (1978), Al derecho y al revés (1984) - com de clàssics del Segle d'Or, - El lindo don Diego (1990)), d'Agustín Moreto-.
Amb posterioritat tornaria a televisió per interpretar papers episòdics en sèries com A media tarde (1985-1986), Canguros (1994), Compañeros (1998) o Aquí no hay quien viva (2005), on va donar vida a Arsenio, el pare de Paloma (Loles León).
Està casat amb l'actriu Luisa Armenteros.

## Filmografia
| Any  | Pel·lícula                                | Personatge            | Director                     | Gènere                 | Durada  |
| ---- | ----------------------------------------- | --------------------- | ---------------------------- | ---------------------- | ------- |
| 1999 | Héroes sin patria                         | Padre Varga           | Lance Hool                   | Drama/Ficció històrica | 2h 06m  |
| 1992 | Chechu y familia                          | Florito               | Álvaro Sáenz de Heredia      | Comèdia                | 1h 20m  |
| 1992 | Matar a mi mujer? Era una broma           | Desk Clerk            | Baz Taylor                   | Comèdia                | 1h 36m  |
| 1990 | La grieta                                 | Francisco             | Juan Piquer Simón            | Acció                  | 1h 22m  |
| 1988 | Hemingway fiesta y muerte                 |                       | José María Sánchez           | Biogràfic              | 3h 45m  |
| 1986 | Eliminators                               | Maurice               | Peter Manoogian              | Acció/Ciència-ficció   | 1h 36m  |
| 1984 | Yellow Hair & Pecos Kid                   | Coronel Torres        | Matt Cimber                  | Western/Aventura       | 1h 42m  |
| 1984 | El cura ya tiene hijo                     |                       | Mariano Ozores               | Comèdia                | 1h 23m  |
| 1984 | El pan debajo del brazo                   | Tito                  | Mariano Ozores               | Comèdia                | 1h 32m  |
| 1983 | Hundra                                    | Rothrar               | Matt Cimber                  | Acció/Aventures        | 1h 30m  |
| 1983 | Agítese antes de usarla                   | Hombre accidentado    | Mariano Ozores               | Comèdia                | 1h 23m  |
| 1983 | El violador violado                       | Jenaro                | Juan José Porto              | Comèdia                | 1h 25m  |
| 1982 | El hijo del cura                          | Cliente burdel        | Mariano Ozores               | Comèdia                | 1h 22m  |
| 1982 | Cristóbal Colón, de oficio... descubridor | Prisionero encadenado | Mariano Ozores               | Comèdia                | 1h 17m  |
| 1982 | Loca por el circo                         | Antolín               | Mariano Ozores               | Comèdia/Musical        | 1h 30m  |
| 1982 | Los Autonómicos                           | Narciso               | José María Gutiérrez Santos  | Comèdia                | 1h 28m  |
| 1982 | Adulterio nacional                        |                       | Francisco Lara Polop         | Comèdia                | 1h 16m  |
| 1982 | Un Rolls para Hipólito                    | Antonio el mayordomo  | Juan Bosch                   | Comèdia                | 1h 24m  |
| 1981 | Brujas mágicas                            | Valentino             | Mariano Ozores               | Comèdia                | 1h 23m  |
| 1981 | Es peligroso casarse a los 60             | Fausto                | Mariano Ozores               | Comèdia                | 1h 38m  |
| 1981 | Duelo a muerte                            |                       | Rafael Romero Marchent       | Wéstern                | 1 28m   |
| 1981 | La tía de Carlos                          | Lopetegui             | Luis María Delgado           | Comèdia                | 1h 38m  |
| 1981 | Préstame tu mujer                         |                       | Jesús Yagüe                  | Comèdia                | 1h 25m  |
| 1981 | Queremos un hijo tuyo                     | Gay                   | Mariano Ozores               | Comèdia                | 1h 24m  |
| 1981 | Cariñosamente infiel                      | Recepcionista         | Javier Aguirre Fernández     | Comèdia                | 1h 40m  |
| 1980 | Los pecados de mamá                       | Kiosquero             | Javier Aguirre Fernández     | Comèdia/Drama          | 1h 25m  |
| 1980 | El liguero mágico                         | Mayordomo             | Mariano Ozores               | Comèdia                | 1h 35m  |
| 1980 | Esperando a papá                          |                       | Vicente Escrivá              | Drama                  | 1h 43m  |
| 1980 | El erótico enmascarado                    | Fotógrafo             | Mariano Ozores               | Comèdia                | 1h 27m  |
| 1980 | La guerra de los niños                    | Conductor             | Javier Aguirre               | Comèdia/Musical        | 1h 26m  |
| 1980 | Despido improcedente                      |                       | Joaquín Luis Romero Marchent | Comèdia                | 1h 20m  |
| 1980 | Los primeros metros                       |                       | Javier Anastasio             | Drama                  | 1h 30m  |
| 1978 | ¡Vaya par de gemelos!                     | Benito                | Pedro Lazaga                 | Comèdia                | 2h 15m  |
| 1978 | Pepito Piscinas                           | Cliente 2             | Luis María Delgado           | Comèdia                | 1h 20 m |
| 1977 | Niñas... al salón                         |                       | Vicente Escrivá              | Comèdia                | 1h 38m  |
| 1977 | Cuentos de las sábanas blancas            |                       | Mariano Ozores               | Comèdia                | 1h 23m  |
| 1976 | El chiste                                 | Llorón                | Eduardo Manzanos Brochero    | Comèdia                | 1h 30m  |